# West Nile Bank Front
Die West Nile Bank Front (WNBF) war eine bewaffnete Rebellengruppe in Uganda, welche gegen Präsident Yoweri Museveni kämpfte. Die Gruppe trat 1995 das erste Mal auf und stand unter dem Kommando von Juma Oris, welcher unter Diktator Idi Amin Außenminister war. Taban Amin, ein Sohn des Ex-Diktators, war angeblich Kommandant einer WBNF-Einheit.
Die WBNF kämpfte 1997 von Stützpunkten im Südsudan und im Kongo aus gegen die Uganda People’s Defense Force (UPDF). Anfänglich rekrutierte die Gruppe ihre Kämpfer mit dem Versprechen auf großzügige Bezahlung, griff aber bald auf Zwangsrekrutierungen durch Entführungen zurück. Nachdem ihre letzten Stützpunkte im Südsudan in einer Schlacht bei Kaya, an der die SPLA, die UPDF und verschiedene bewaffnete Gruppen aus dem Kongo teilnahmen, verloren gegangen waren, zog sie sich in den Kongo zurück. Seitdem galt die WBNF als weitgehend inaktiv, es wurde angenommen, dass sich die Uganda National Rescue Front II (UNRF II) in dieser Zeit aus WBNF-Rebellen formte.
2004 wurde eine Vereinbarung mit der ugandischen Regierung unterzeichnet, so dass die verbleibenden etwa 600 Rebellen aus dem Kongo nach Uganda zurückkehren konnten.

## Führung
Die WBNF stand unter der Führung von Chief Commander Juma Oris und Deputy Commander Abdulatif Tiyua.
Taban Amin, der älteste Sohn von Idi Amin gehörte ebenfalls zum Führungskreis der WNBF. Präsident Museveni gewährte Taban Amin 2005 Amnestie, bevor Taban Amin zum Deputy Director General der Internal Security Organization (ISO) wurde, dem Spionageabwehrdienst der ugandischen Regierung.